# Galambfélék
A fajok fotógalériáját lásd a Galambfajok listája szócikkben!

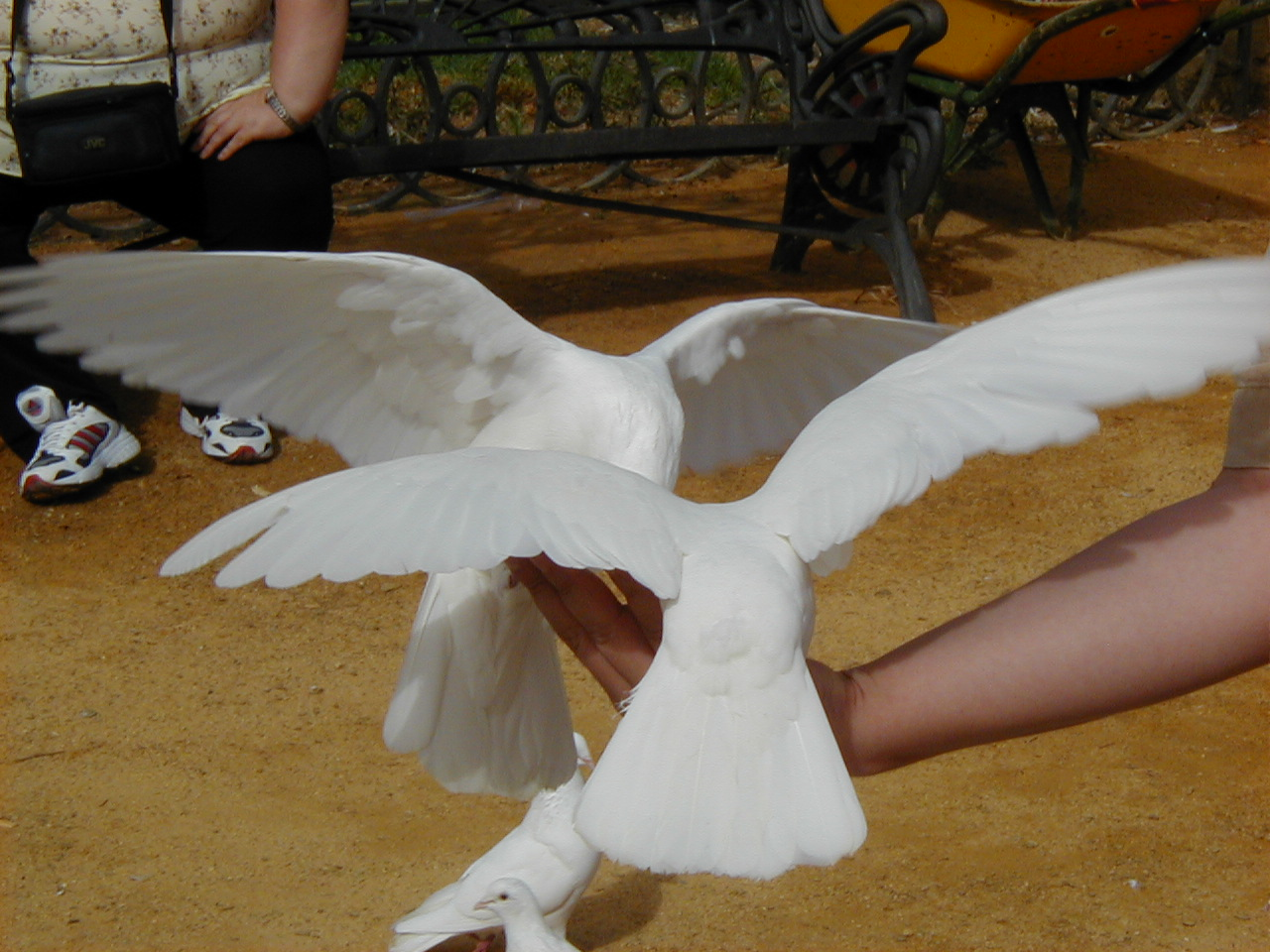
Fehér házi galambok Sevillában. A városban élő galambok 99%-a hófehér

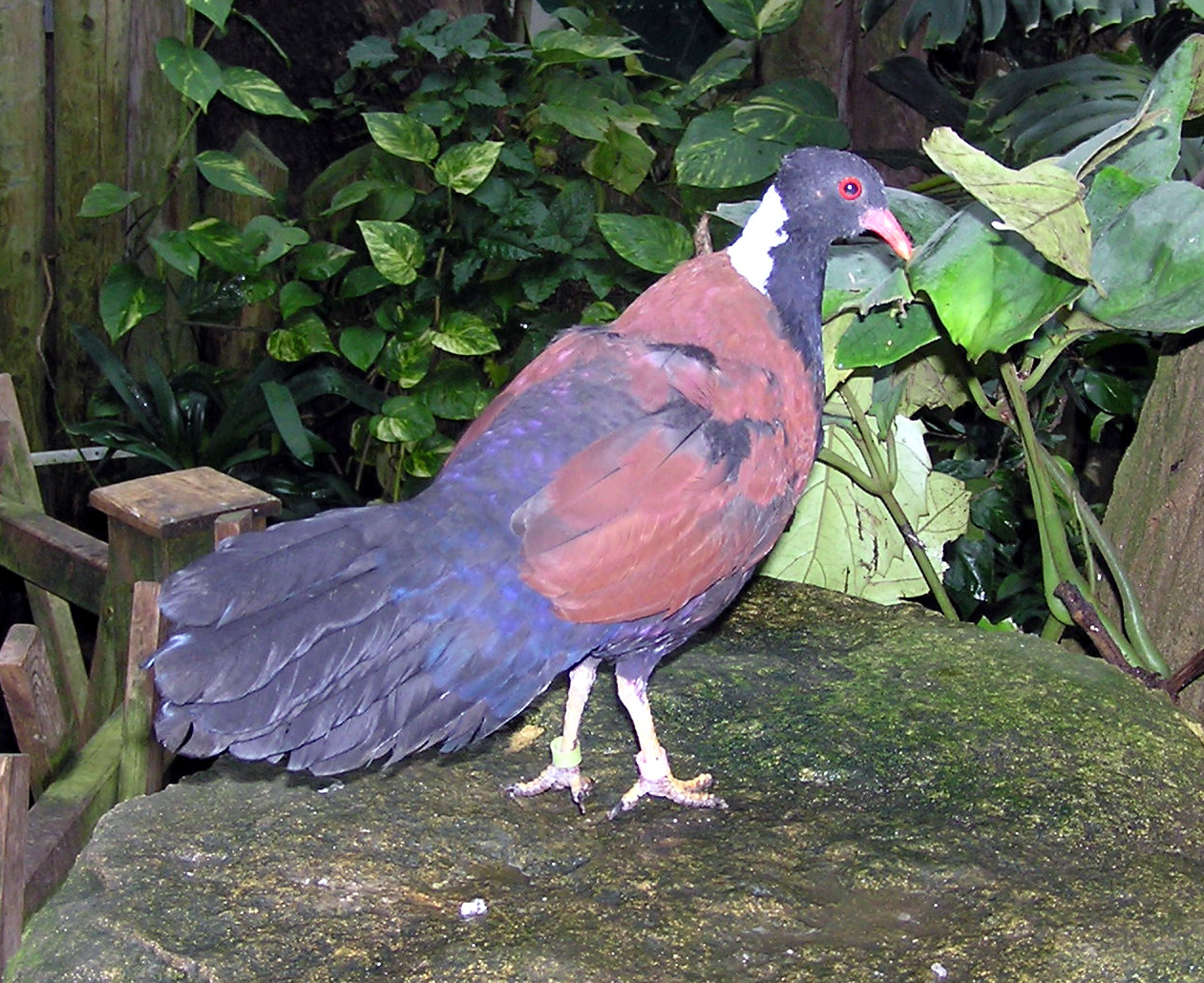
Fácángalamb (Otidiphaps nobilis)

A galambfélék (Columbidae), vagy közismert nevükön galambok, a madarak osztályának galambalakúak (Columbiformes) rendjébe tartozó család. 42 nem és 313 faj tartozik a családba.
Többnyire tipikusan búgó hangúak, termetük a rigótól a lúdnagyságig terjed. Erdőben, részben sziklás vagy a szárazföldi területen élő, ügyesen repülő madarak. A galambalakúak monogám módon élnek, a hímek ugyanúgy költenek, mint a nőstények. Egy-két fiókájuk fészeklakó, a szülők túrószerű begytejjel táplálják őket.
A párban élő galambfajok szokásos neve a magyar nyelvterületen a gerle (gerlepár, gerlicepár). A vadgerlét (Streptopelia turtur) és a balkáni gerlét (Streptopelia decaocto) vadgalambnak is nevezik.
A tipikus galambok (a galambformák alcsaládjának fajai) elsősorban magevők, a magokat a talajról szedegetik fel és azokat erős zúzájuk őrli meg. Egyes évszakokban fogyaszthatnak zöld leveleket, rügyeket, virágokat és kevés gyümölcsöt is. Táplálkozásuknál fogva több faj komoly mezőgazdasági kártevővé válhat, mind az érő termés fogyasztásával, mind az elvetett mag kiszedegetésével. A gyümölcsgalambok szinte kizárólag erdei gyümölcsök húsos részeivel táplálkoznak.
A leggyakoribb képviselőjük a házi galamb (Columba livia domestica), a szirti galamb (Columba livia) háziasított alfaja. E madarak sokfelé visszavadultak és a Föld szinte minden nagyobb településén megtalálhatóak, olykor többezres nagyságrendben is. Szabadon költenek és fokozatosan visszaütnek a szirti galamb külsejére. Gyakran kellemetlenné válnak, mert a házak falait bepiszkítják ürülékükkel, kicsipegetik a kötőanyagot a háztetők kúpcserepei közül. Ennél fontosabb azonban, hogy terjesztenek bizonyos fertőző betegségeket, így az ornitózist, a papagájkórhoz hasonló betegséget. Ezért hadat is üzennek a galamboknak, de ennek még sehol nem volt tartós eredménye.
A galambféléken kívül néha „galambnak” neveznek még két kihalt röpképtelen madárfajt, a Mauritius-szigeti dodót („dodógalamb”) és a Rodriguez-szigeti galambot vagy remetegalambot is, ezeket azonban rendszertanilag a galambalakúak rendének külön családjába, a dodófélék (Raphidae) közé sorolják.

## Elnevezésük
A magyar galamb szó az azonos jelentésű latin columba szó északolasz dialektális golomba alakjából származik délszláv közvetítéssel. A latin szó él családnévként Kolumbusz nevében (latin Christophorus Columbus, azaz „Galamb Kristóf”), a nagy felfedező nevén keresztül pedig a dél-amerikai ország, Kolumbia nevében, de ez a jelentése például a tévésorozatból ismert Columbo felügyelő nevének is. A magyar galamb szó is több település nevében szerepel, mint Galambok (Magyarország), Galambos (Kárpátalja), Galambod és Nagygalambfalva (Erdély) és Galambóc (Szerbia).
A gerle szó régi alakja gerlice volt (népies alakváltozatai: gilice, gilica), amely szintén a délszláv nyelvekből származik. (A gerle neve szerbül, horvátul, szlovénul egyaránt grlica.)

## Elterjedésük
A galambfélék családja szinte az egész Földön elterjedt. Az Antarktisz kivételével valamennyi kontinensen megtalálhatók. Legtöbb helyen két vagy több fajuk is él egyszerre, de az északi sarkkörön csak az elvadult házi galamb és a balkáni gerle hatol túl. Mindenfelé megtalálhatóak a trópusi és a mérsékelt övi részeken, bár a Szahara nagy részén és az Arab-sivatagban csak mint átvonulók fordulnak elő. Sok fajuk a part menti szigeteken és az óceáni szigetcsoportokon is megtelepedett. Olyan, a kontinensektől távol eső szigeteken és szigetcsoportokon is élnek galambfajok, mint Madeira, a Hawaii szigetek vagy a Francia Polinéziához tartozó Marquises-szigetek. A legdélebbi olyan hely, ahol természetes módon előfordulnak, Új-Zéland.
A galambok szinte minden szárazföldi élőhelyen megtalálhatóak a trópusoktól a mérsékelt övi erdőkig, a sztyeppékig és félsivatagokig, a tüskés bozótosokig, a tenger szintjétől egészen a hóhatárig a Himalájában. Legtöbbjük magevő, ezért rendszeresen inniuk kell. Ebből következően ritkán távolodnak el messzire a vízforrásoktól. A legtöbb faj fákon él, főként a lombkoronában, de talaj- és sziklalakó is akad köztük.
A fajok többsége állandó madár, de emellett jó repülő. Néhány faj viszont hosszú távú vonuló. Egyesek, főleg a száraz térségekben élők - mint az álarcos gerle (Oena capenis) Afrikában és több ausztrál faj - kizárólag nomád életmódot folytatnak. Vannak évszakos vonulók is, mint az európai vadgerle (Streptopelia turtur), amely a Szaharától délre húzódó Száhel-övezetben tölti a telet. Hozzá hasonlóan Észak-Amerikában a sirató gerle (Zenaida macroura) vonul fészkelőhelyéről télire Mexikóba.

## Rendszerezés

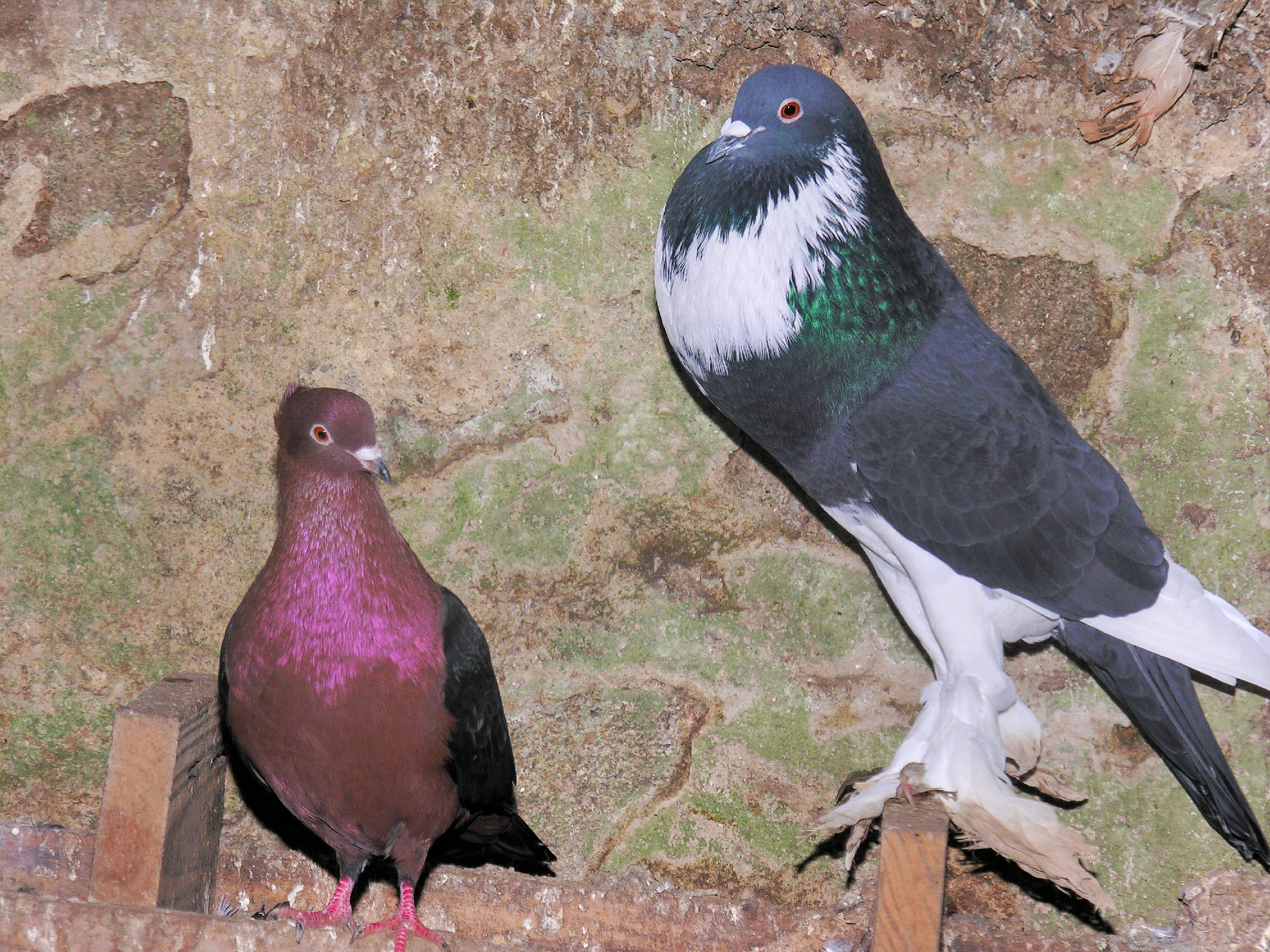
Házi galambok (Columba livia domestica), egy begyesgalamb és egy keringő galamb

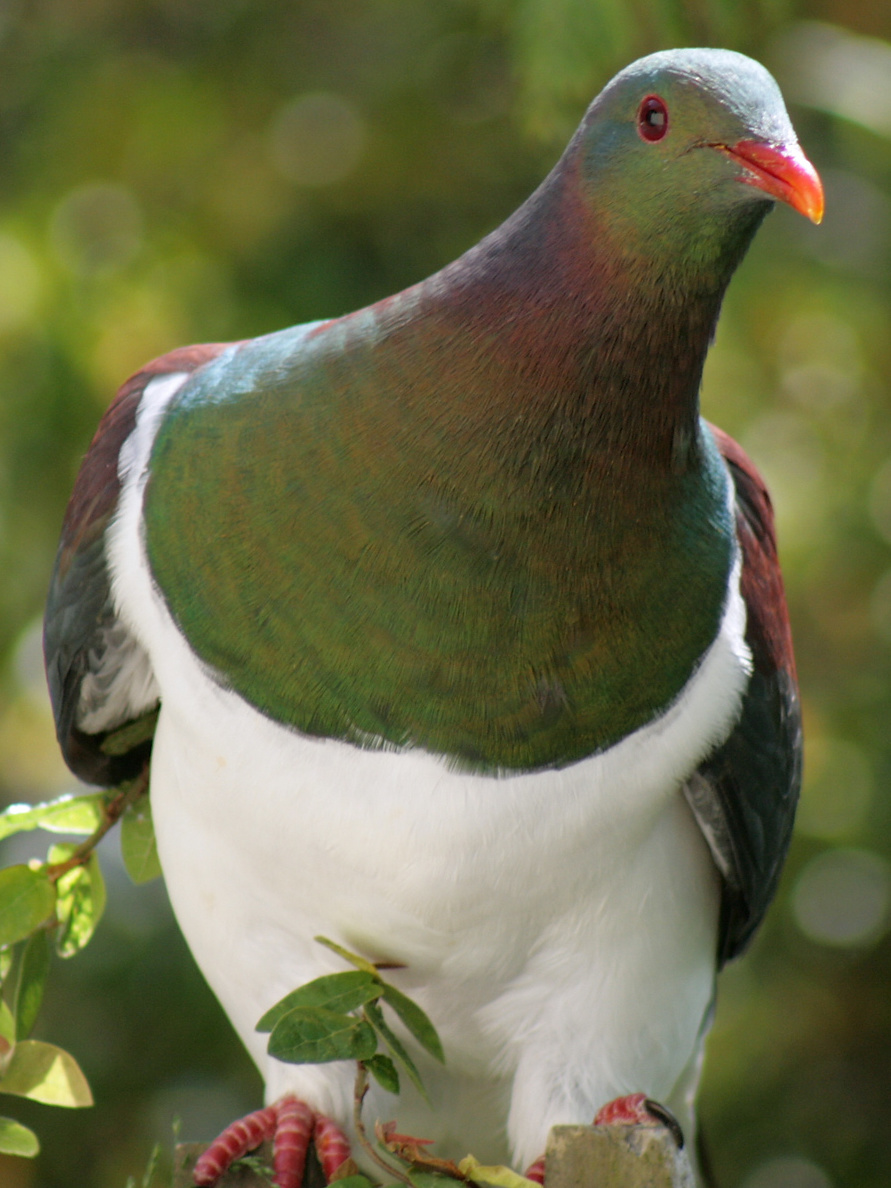
Óriás-gyümölcsgalamb (Hemiphaga novaeseelandiae) a legdélebbre élő faj

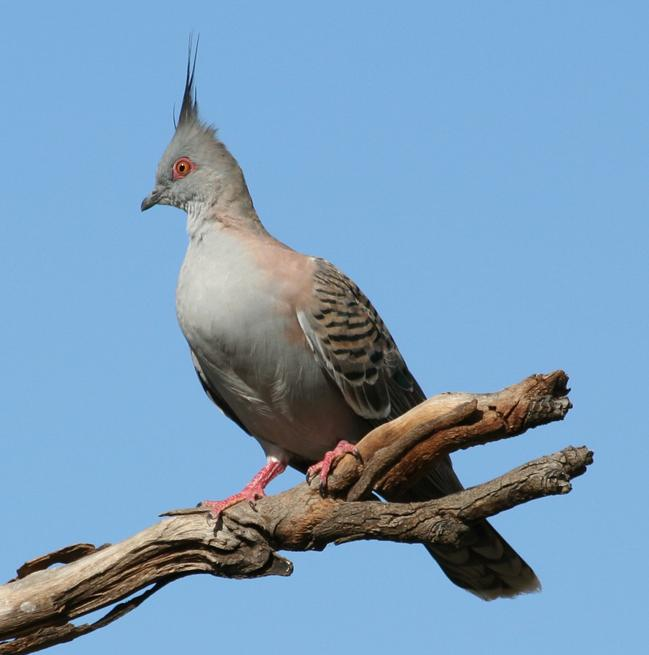
Kontyos galamb (Ocyphaps lophotes), egy felálló bóbitájú faj

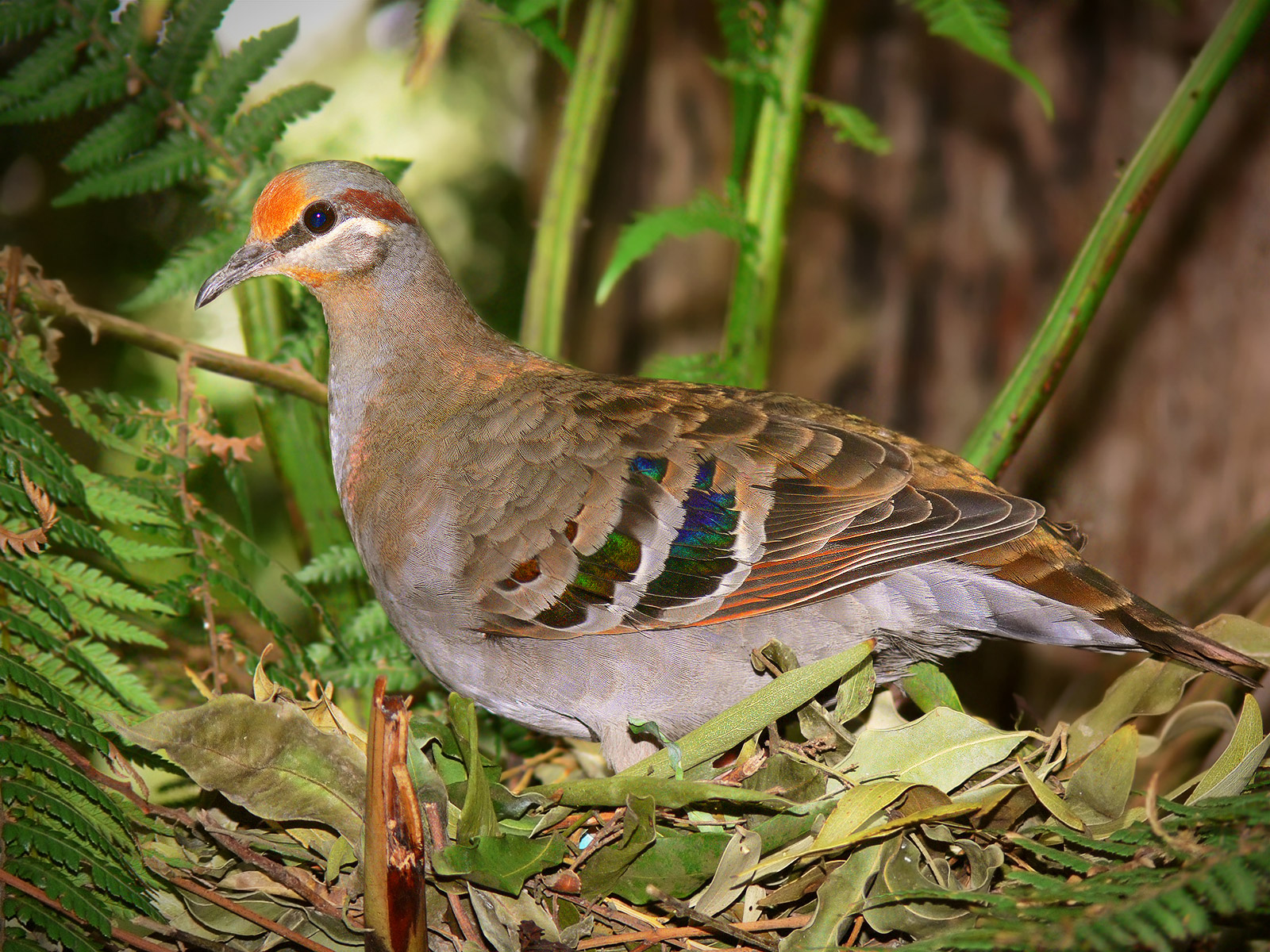
Vörhenyes bronzgalamb (Phaps elegans)

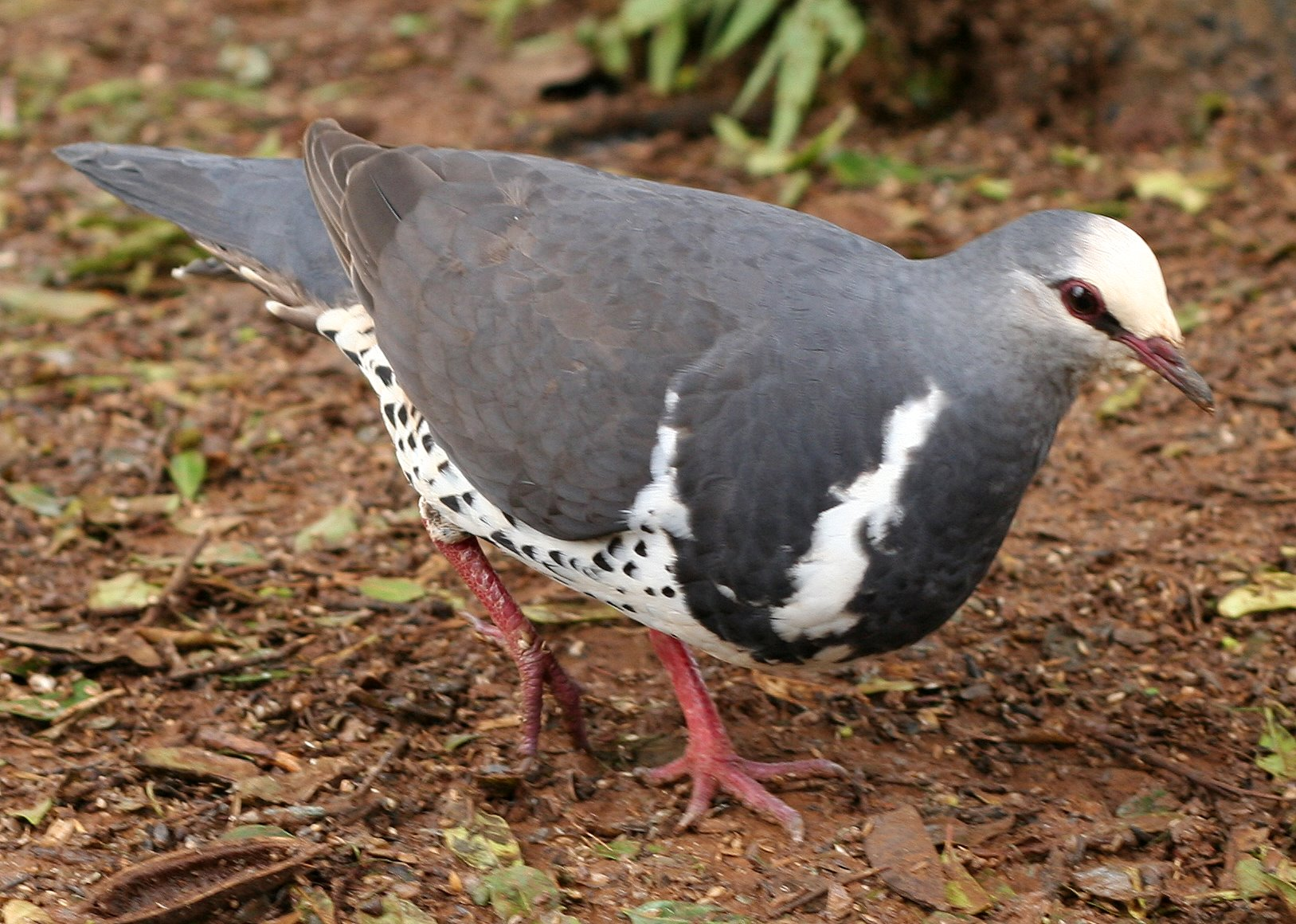
Vonga-galamb (Leucosarcia melanoleuca)

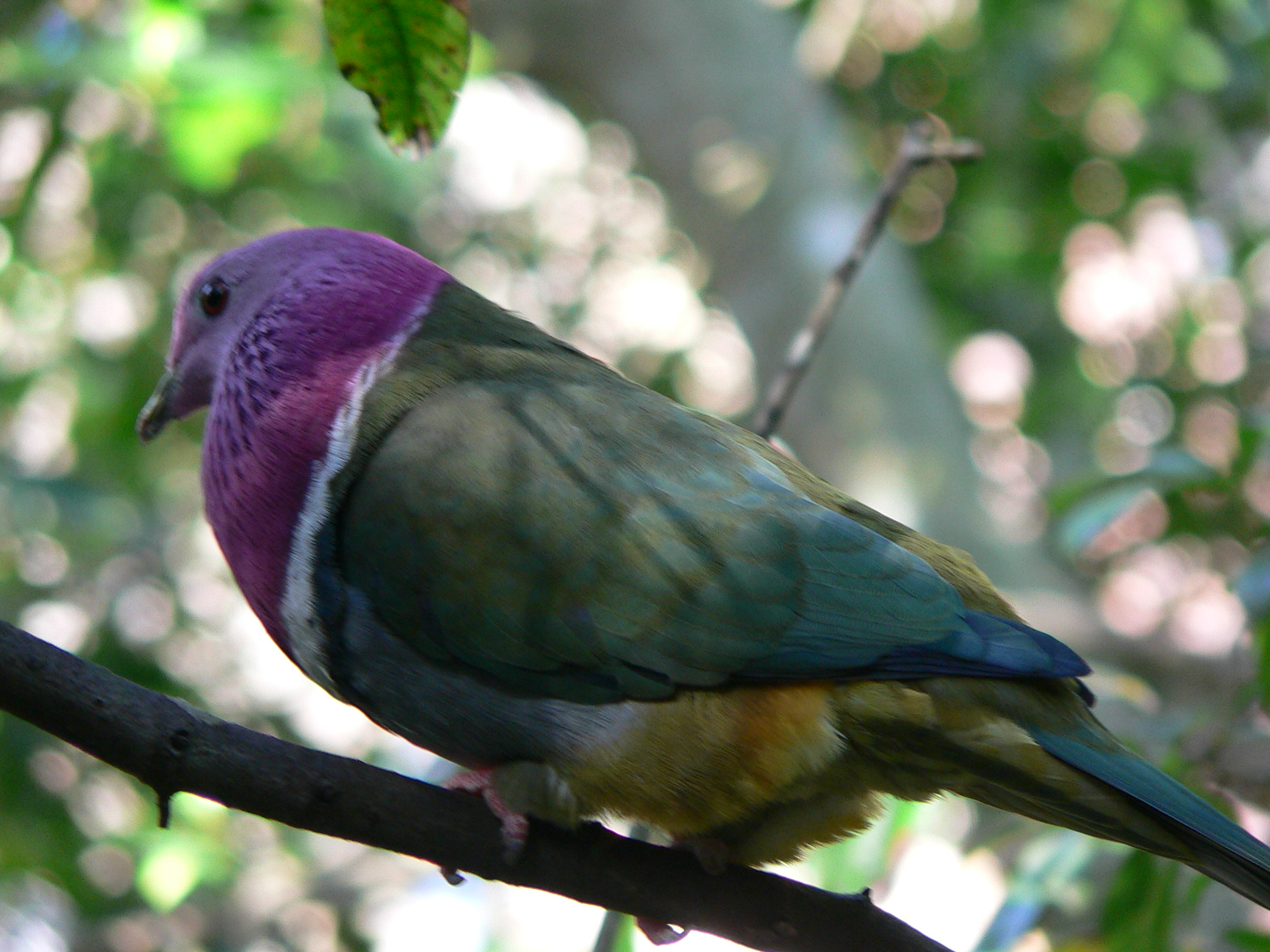
Rózsásfejű gyümölcsgalamb (Ptilinopus porphyrea), a színes tollazatú, gyümölcsökkel táplálkozó galambfajok egyike

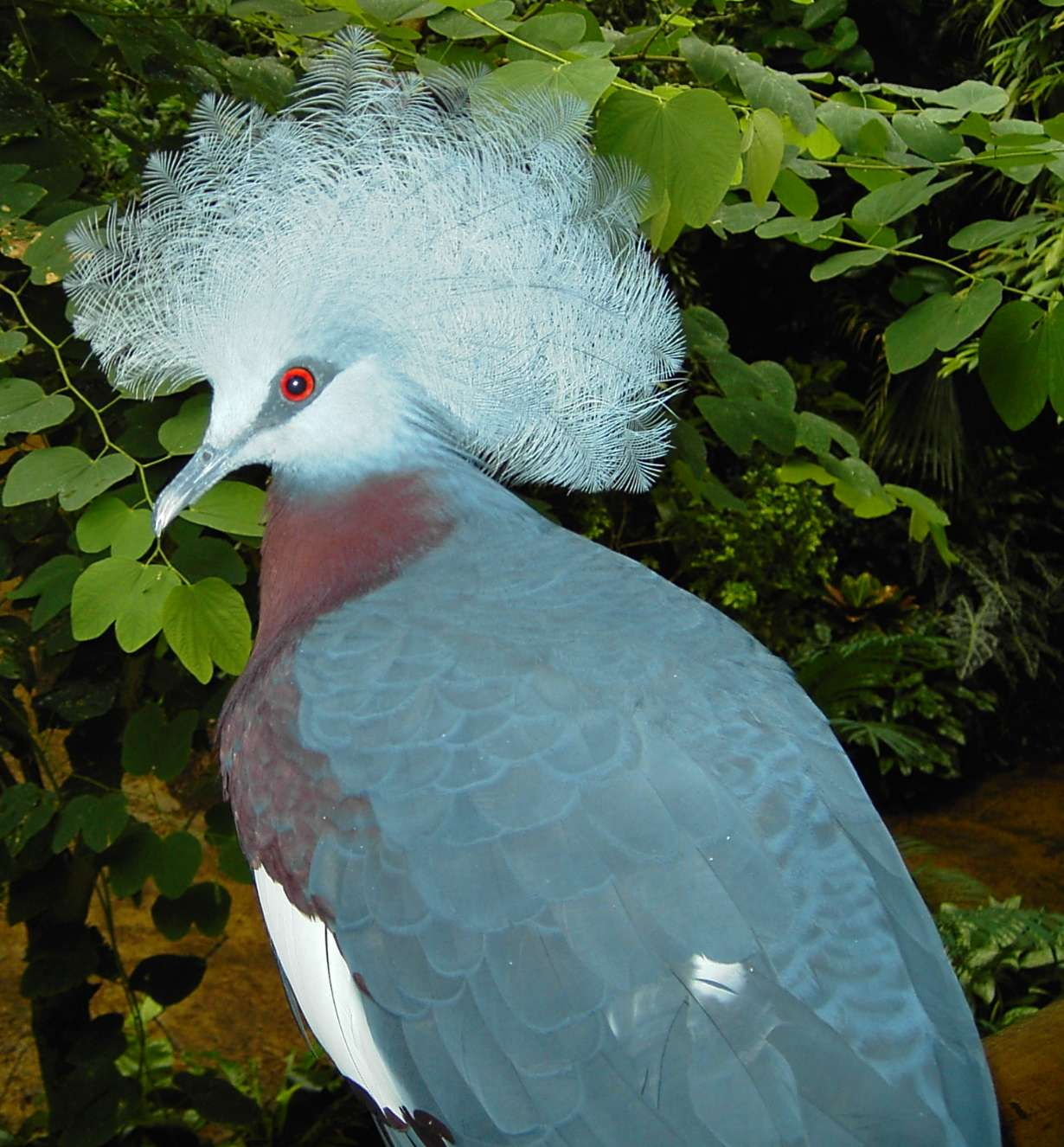
Vörösmellű koronásgalamb (Goura scheepmakeri)

A galambféléket hagyományosan öt alcsaládra bontják. Az első alcsaládba a galambformák (Columbinae) közé tartozó fajok elsősorban magevők és szinte az egész Földön élnek képviselőik, bár Óceánia szigetvilágában viszonylag kevés fajuk él.
A második alcsaládot képező gyümölcsgalambformák (Treroninae) Afrika trópusi részén, Ázsia déli és délkeleti felén, Ausztrália északi területein élnek és sok fajuk az óceániai szigetvilágban fordul elő.
A fácángalamb egymaga alkotja a fácángalambformák (Otidiphabinae) alcsaládját. Besorolása sokáig vitatott volt, és ma sem teljesen egyértelmű. Korábban vagy a galambformák közé, vagy a koronásgalambokkal közös alcsaládba sorolták. Ma a legtöbb kutató elismeri, hogy elég távol áll a koronásgalamboktól ahhoz, hogy egymaga alkosson egy alcsaládot.
A koronásgalamb-formák (Gourinae) alcsaládjának képviselői, mint a fácángalamb is, Új-Guinea szigetén endemikusak.
A fogasgalambformák (Didunculinae) alcsaládját a Szamoa szigeteken előforduló sajátságos fogasgalamb alkotja egymagában.
A hagyományos besorolással szemben egyes rendszerek több alcsaládot ismernek el, elsősorban a galambformák alcsaládját bontva több, kisebb részre.

### Nemek és fajok
A család az alábbi 5 alcsaládot és 42 nemet foglalja magában (taxonómiai sorrendben).
Galambformák
A galambformák (Columbinae) alcsaládjába 29 nem és 186 faj tartozik. A nemek a következők:
- Columba  (Linnaeus, 1758) – 36 faj, az óvilági galambok, ide tartozik a közismert házi galamb, valamint  kék galamb és az örvös galamb[4]
- Patagioenas  (Reichenbach, 1852) - 17 faj, közép- és dél-amerikai galambok[4]
- Zenaida  (Bonaparte, 1838) – 7 faj, amerikai gerlék
- Ectopistes  (Swainson, 1827) – 1 faj, a kihalt észak-amerikai vándorgalamb
- Starnoenas (Bonaparte, 1838) – 1 faj, a kubai fogolygalamb
- Caloenas (Gray, 1840) – 1 faj, az indonéziai sörényes galamb
- Streptopelia  (Bonaparte, 1855) – 18 faj, az óvilági gerlék, köztük a balkáni gerle és a vadgerle[4]
- Columbina (Spix, 1825) – 9 faj, apró termetű közép- és dél-amerikai galambok
- Turacoena  (Bonaparte, 1854) – 2 faj, indonéziai galambok
- Macropygia  (Swainson, 1837) – 9 faj, a délkelet-ázsiai, óceániai kakukkgalambok egy része
- Reinwardtoena  (Bonaparte, 1854) – 3 faj, a kakukkgalambok másik része
- Oena  (Swainson, 1837) – 1 faj, az afrikai álarcos gerle
- Turtur  (Boddaert, 1783) – 5 faj, az afrikai erdeigerlék
- Chalcophaps  (Gould, 1843) – 2 faj, indonéziai galambok
- Henicophaps  (Gray, 1862) – 2 faj, az óceániai bronzgalambok
- Petrophassa  (Gould, 1841) – 2 faj, az ausztráliai „tükrös galambok”
- Phaps  (Selby, 1835) – 3 faj, ausztráliai galambok
- Ocyphaps  (Gray, 1842 – 1 faj, az ausztráliai kontyos galamb
- Geophaps  (Gray, 1842) – 3 faj, ausztráliai galambok
- Geopelia  (Swainson, 1837) – 5 faj, délkelet-ázsiai, óceániai galambok
- Leucosarcia (Gould, 1843) – 1 faj, az ausztráliai Vonga-galamb
- Claravis  (Oberholser, 1899) – 3 faj, közép- és dél-amerikai galambok
- Metriopelia  (Bonaparte, 1855) – 4 faj, dél-amerikai galambok
- Leptotila  (Swainson, 1837) – 11 faj, a közép- és dél-amerikai pufókgerlék
- Geotrygon  (Gosse, 1847) – 17 faj, a közép- és dél-amerikai földigalambok
- Uropelia  (Bonaparte, 1855) – 1 faj, a dél-amerikai Campos-galambocska
- Gallicolumba  (Heck, 1849) – 20 faj, a délkelet-ázsiai és óceániai csillagosgalambok
- Trugon  (Gray, 1849) – 1 faj, a délkelet-ázsiai és óceániai földi galamb
- Microgoura  (Rothschild, 1904) – 1 faj, a kihalt Salamon-szigeteki koronásgalamb

Gyümölcsgalambformák
A gyümölcsgalambformák (Treroninae) alcsaládjába 10 nem és 122 faj tartozik. Nemeik a következők:
- Phapitreron  (Bonaparte, 1854) – 3 faj
- Treron  (Vieillot, 1816) – 23 faj, a zöldgalambok
- Ptilinopus  (Swainson, 1825) – 50 faj
- Drepanoptila  (Bonaparte, 1855) – 1 faj
- Alectroenas  (Gray, 1840) – 4 faj
- Ducula  (Hodgson, 183Z) – 35 faj, a császárgalambok
- Hemiphaga  (Bonaparte, 1854) – 1 faj, az óriás gyümölcsgalamb
- Lopholaimus  (Gould, 1841) – 1 faj, a kontyos gyümölcsgalamb
- Cryptophaps  (Salvadori, 1893) – 1 faj, a foltoshasú gyümölcsgalamb
- Gymnophaps  (Salvadori, 1874) – 3 faj

Fácángalambformák
A fácángalambformák (Otidiphabinae) alcsaládjába 1 nem és 1 faj tartozik.
- Otidiphaps  (Gould, 1870) – 1 faj, a fácángalamb

Koronásgalamb-formák
A koronásgalamb-formák (Gourinae) alcsaládjába 1 nem és 3 faj tartozik.
- Goura  (Stephens, 1819) – 3 faj, a koronásgalambok

Fogasgalambformák
A fogasgalambformák (Didunculinae) alcsaládba 1 nem és 1 faj tartozik.
- Didunculus (Peale, 1848) – 1 faj, a fogasgalamb

## Megjelenésük
A galambok többnyire zömök, erőteljes felépítésű madarak, a legtöbb faj közepes testméretű. Mérettartományuk a kis termetű törpegerléktől, melyek alig nagyobbak a verébnél, egészen a koronás galambokig terjed, melyek súlya a 2 kilogrammot is meghaladhatja.
A legtöbb fajnál a két ivar hasonló, bár a tojók valamivel tompább színűek. Kevés fajnál azonban kifejezett ivari dimorfizmus figyelhető meg. Ilyen például az Afrikában és Madagaszkáron élő álarcos gerle, melynek hímjének fekete maszkja van, ami hiányzik a tojón.
A galambok tipikus színei a szürke (ennek egyik árnyalatát róluk nevezték el galambszürkének) és a barna. Ezen kívül sok fajnál találunk fekete, fehér vagy írizáló foltokat a nyakon, a szárnyon vagy a farkon. Egyes fajoknak bóbitája is van, mint például az Ausztráliában élő rőtbóbitás galambnak.
A gyümölcsgalambok tollazata sokkal színgazdagabb. Az Ázsiában és Afrikában elterjedt Treron (zöldgalamb) nem fajainak lágy, halványzöld a tollazata, néhol sárga vagy mályvaszínű díszítéssel. Az Indiai-óceán szigetekein élő Alectroenas-fajok főként kék színűek. Az Ázsia délkeleti részén és Óceánia szigetvilágában előforduló Ptilinopus és Ducula (császárgalamb) nemek fajai még ragyogóbb színűek.

## Életmódjuk

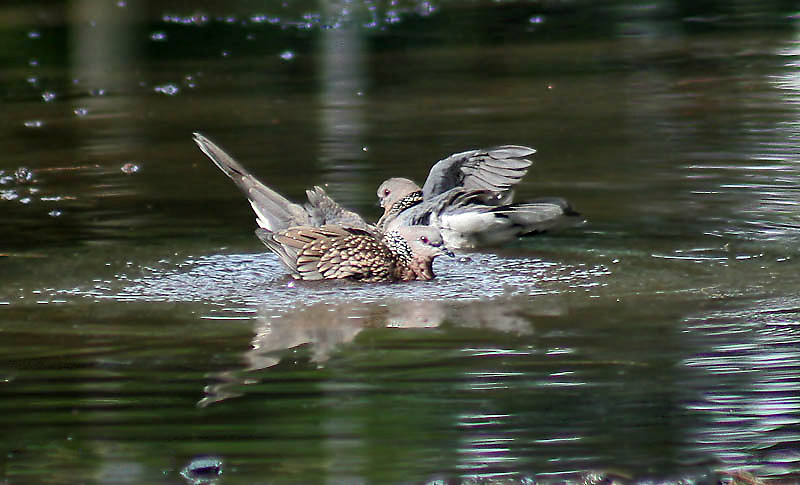
Fürdőző gyöngyösnyakú gerlék (Streptopelia chinensis)

A tipikus galambok elsősorban magevők, a magokat a talajról szedegetik fel és azokat erős zúzájuk őrli meg. Egyes évszakokban fogyaszthatnak zöld leveleket, rügyeket, virágokat és kevés gyümölcsöt is. Táplálkozásuknál fogva több faj komoly mezőgazdasági kártevővé válhat, mind az érő termés fogyasztásával, mind az elvetett mag kiszedegetésével.
A gyümölcsgalambok szinte kizárólag erdei gyümölcsök húsos részeivel táplálkoznak.
Egyes fajok kisebb mennyiségben csigákat vagy más gerinctelen állatokat is fogyaszthatnak, főként a költési időszakban.
A magevő fajoknak rendszeresen inniuk kell. Más madarak többségétől eltérően a galambok nem kortyonként isznak, hanem csaknem az orrnyílásukig vízbe dugják a csőrüket és így szívják fel folyamatosan a vizet.
A galambok hangja fajonként rendkívül változatos. Búgnak, burukkolnak, turbékolnak, kacagnak. Egyes fajok füttyhöz hasonló vagy rekedt hangra is képesek, de igazán hangosan kiáltani egyik faj sem tud. Úgy tűnik, hogy riasztó hangjuk nincs. Meneküléskor erősebben csapkodnak szárnyaikkal és azok csattogó hangja jeladás a többi egyed számára.

## Szaporodásuk

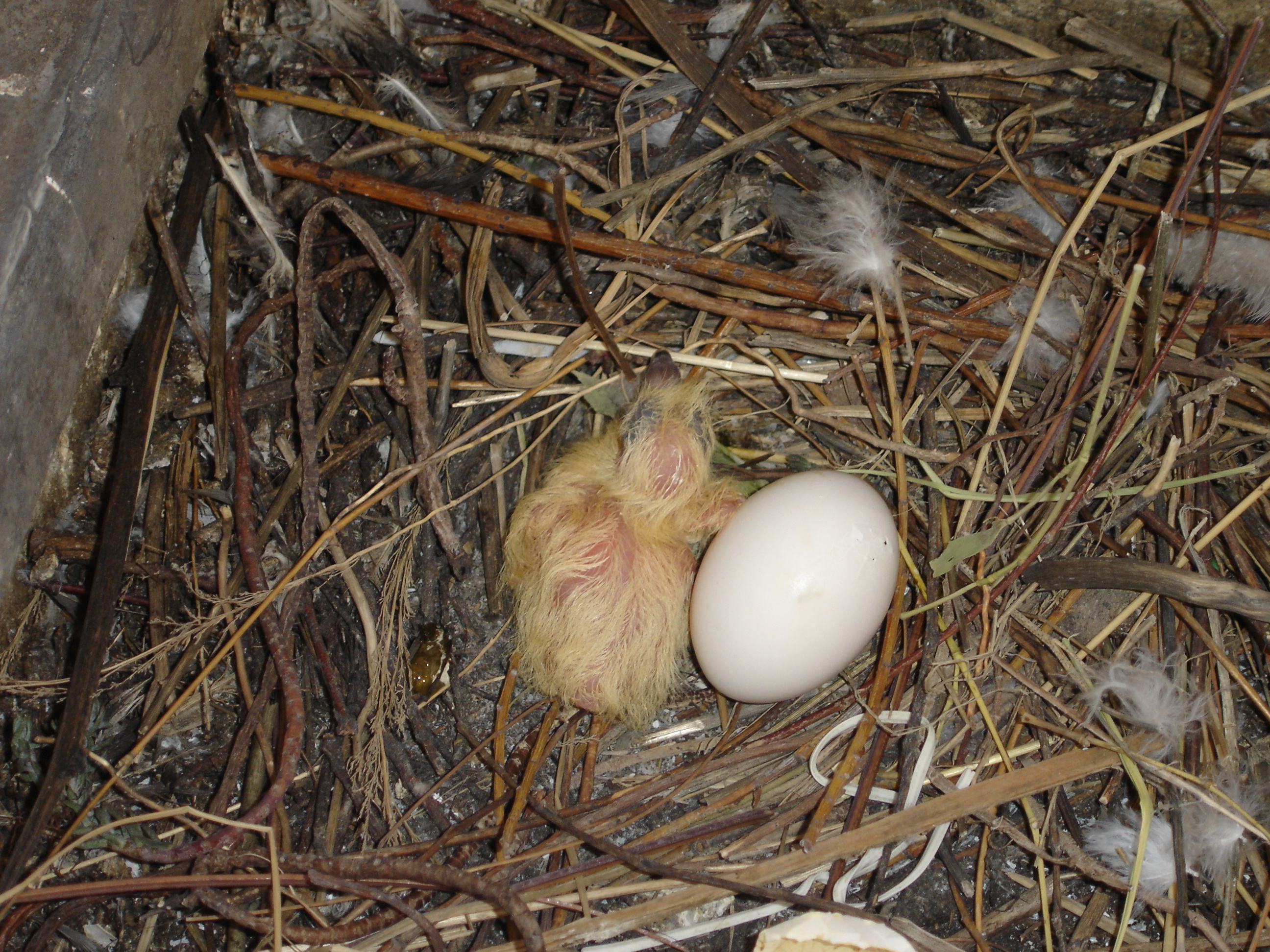
Galambfészek

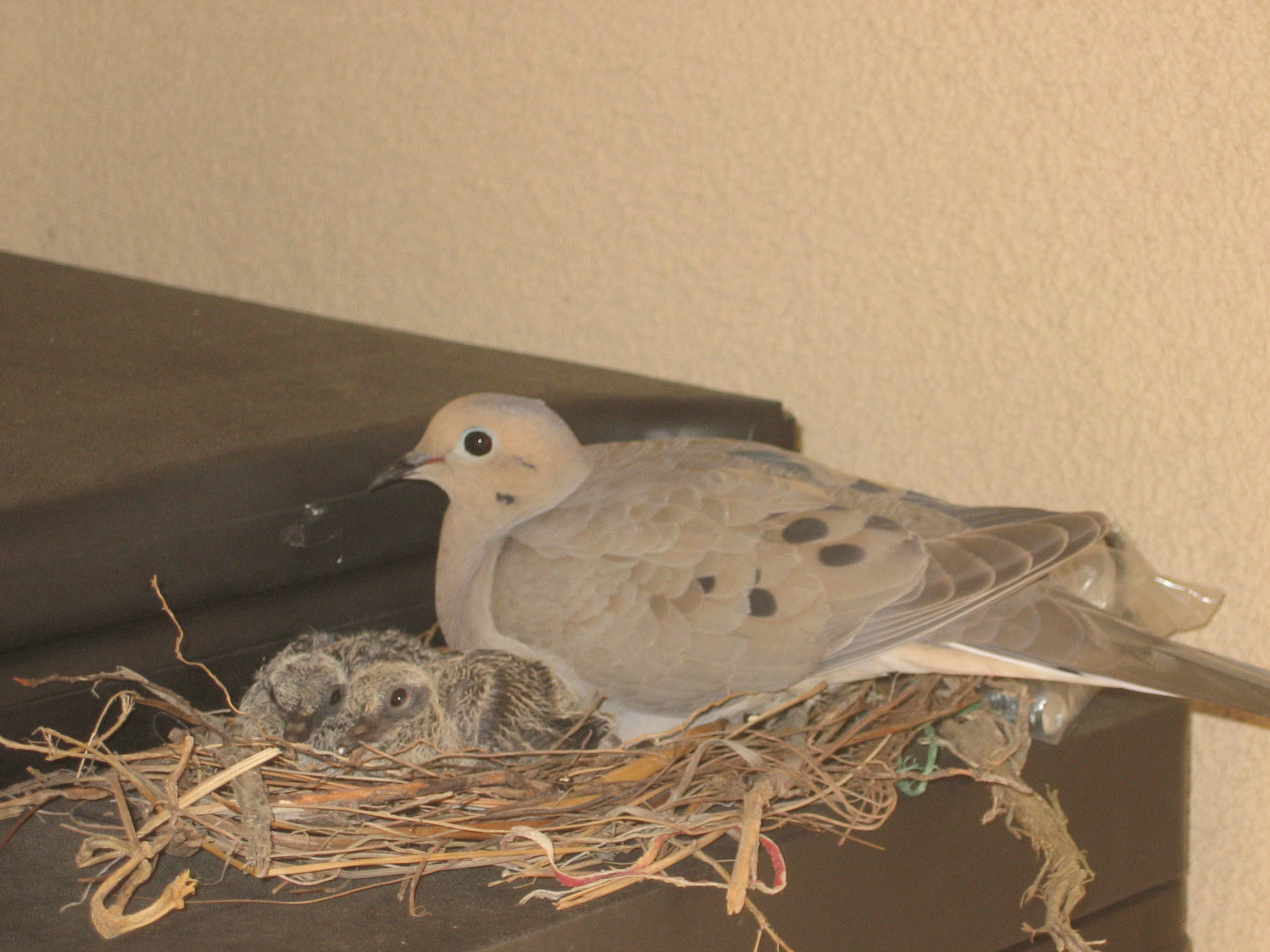
Sirató gerle (Zenaida macroura) fészkén a fiókáival

A költési idő kezdetén a csapatban élő fajoknál a csapatok szétbomlanak és a madarak párba állnak. Valamennyi faj monogám. A legtöbb madár csak egy költési szezonra áll párba, néhány fajnál azonban a párkapcsolat több éven át, vagy akár a madarak egész életén keresztül tarthat.
A fákon élő fajok apró hajtásokból és ágakból látszólag törékeny, bár alapjában véve jól összerakott fészket építenek, melyet többnyire egy vízszintes ágra vagy egy kisebb ágcsoportra helyeznek. Más fajok sziklára vagy emberi építményekre fészkelnek, néhány faj pedig a földre építi fészkét. Kivételesen néhány faj, így a kék galamb faodvakban költ.
Rendszerint a tojó építi a fészket, de a hím hordja a fészekanyag többségét. Valamennyi faj tojása mintázatlan fehér vagy fehéres. A fajok többsége két tojást rak, de a nagyobb fajok és a legtöbb trópusi gyümölcsgalamb csak egyet.
A költési időszak nagyon rövid és a fajok többségének több költése is van egy szezonban, egyes esetekben akár nyolc is lehet. Ehhez a szaporasághoz a rövid kotlási idő (13-18 nap) is hozzájárul. A fiókák rövid idő alatt röpképesek, egyes fajok fiókái már két hetes korukban repülnek. Az egymást követő fészekaljak szinte átfedik egymást, vagyis az előző fiókák még a fészekben vannak, amikor a tojó már ugyanabba a fészekbe lerakja a következő tojásokat. A kotlásban és a fiókák felnevelésében mindkét szülő részt vesz és mindkét ivar termel begytejet, ami energiában és ásványi anyagokban gazdag és hozzásegíti a fiókákat a gyors növekedéshez.

### Begytej
A galambok azon ritka madarak közé tartoznak, melyek tejjel táplálják fiókájukat. A begyükben képződő tej kémiailag is hasonló az emlősök tejéhez. Más madarak közül csupán a flamingók és a császárpingvin (Aptenodytes forsteni) szervezetében termelődik tej.
A galambtej egy, a kifejlett madarak begyében képződő váladék, mely néhány napos korukig a fiókák egyedüli tápláléka. Úgy tűnik, fontos, hogy a fiókák elesége ebben az időszakban más táplálékot ne tartalmazzon. Néhány napos koruk után fokozatosan egyéb táplálékot is kapnak a fiókák, de a begytej bizonyos arányban étrendjük fontos kiegészítője marad csaknem teljes kifejlődésükig.
A begytej mindkét szülőmadár szervezetében termelődik, termelését az agyalapi mirigy szabályozza. A kotlási időszak félidejénél a begy egy részének szövetei megvastagodnak, vérerek hálózata szövi be őket. A begy fala ezen a részen akár háromszorosára is megduzzadhat. A kotlási periódus második felében és a fiókák kikelésére a méhek lépsejt-szerkezetére hasonlító piros redőzet látható rajtuk. Erről a szövetről tejet tartalmazó sejtek válnak le és gyűlnek össze a begyben, melyet a szülő felöklendez, és a fiókákat eteti vele.
A begytej sűrű képződmény, állaga a túróhoz hasonlít. Víztartalma 65-80%, fehérjéből 13-20%-ot, zsírból 7-13%-ot tartalmaz. Szénhidráttartama nincs, 1-2%-ában ásványi anyagok és vitaminok vannak.

## Természetvédelmi helyzetük

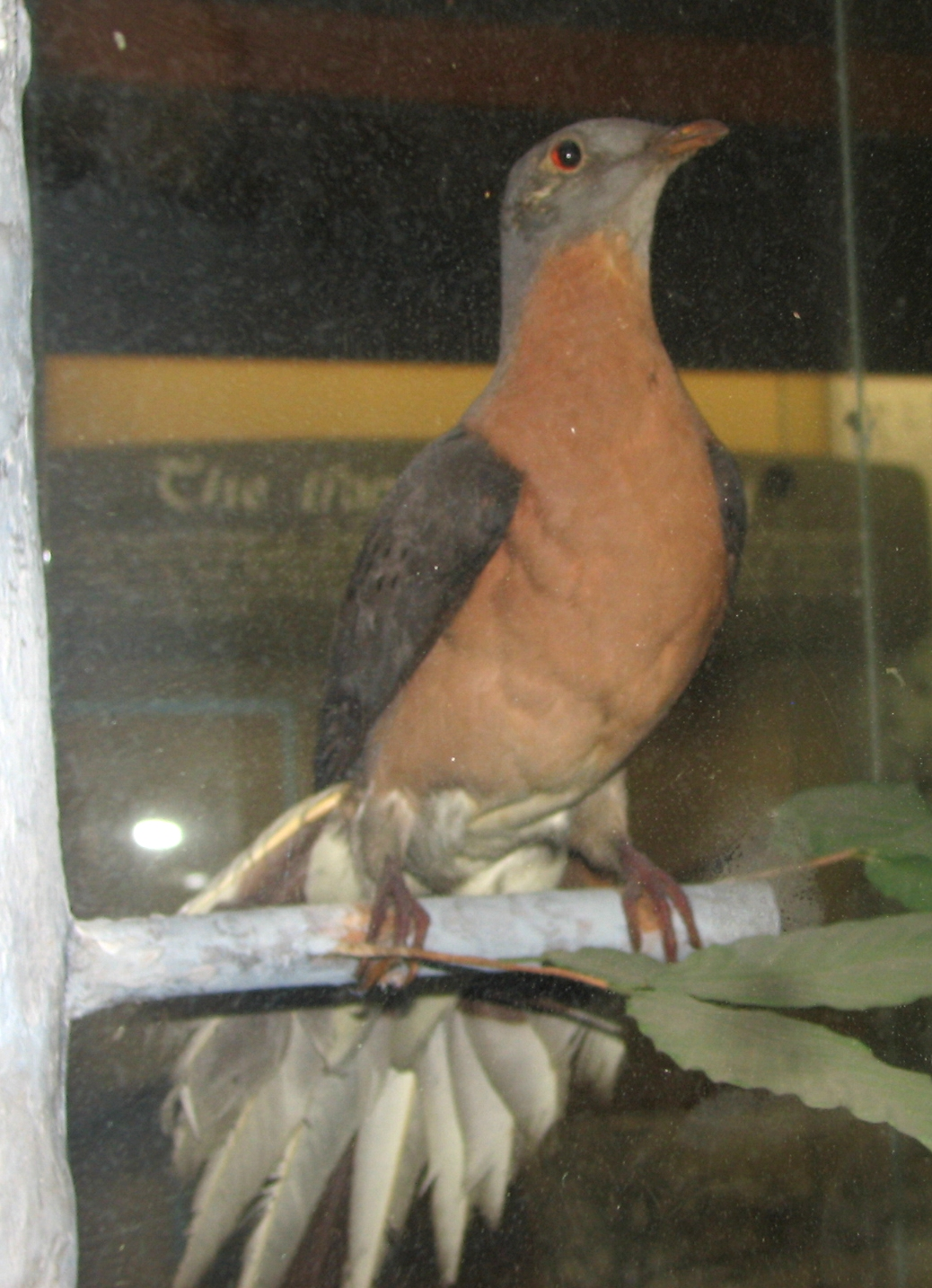
Vándorgalamb (Ectopistes migratorius), a galambfélék ezen faja a mára kihalt madarak közül a legnagyobb egyedszámú faj volt

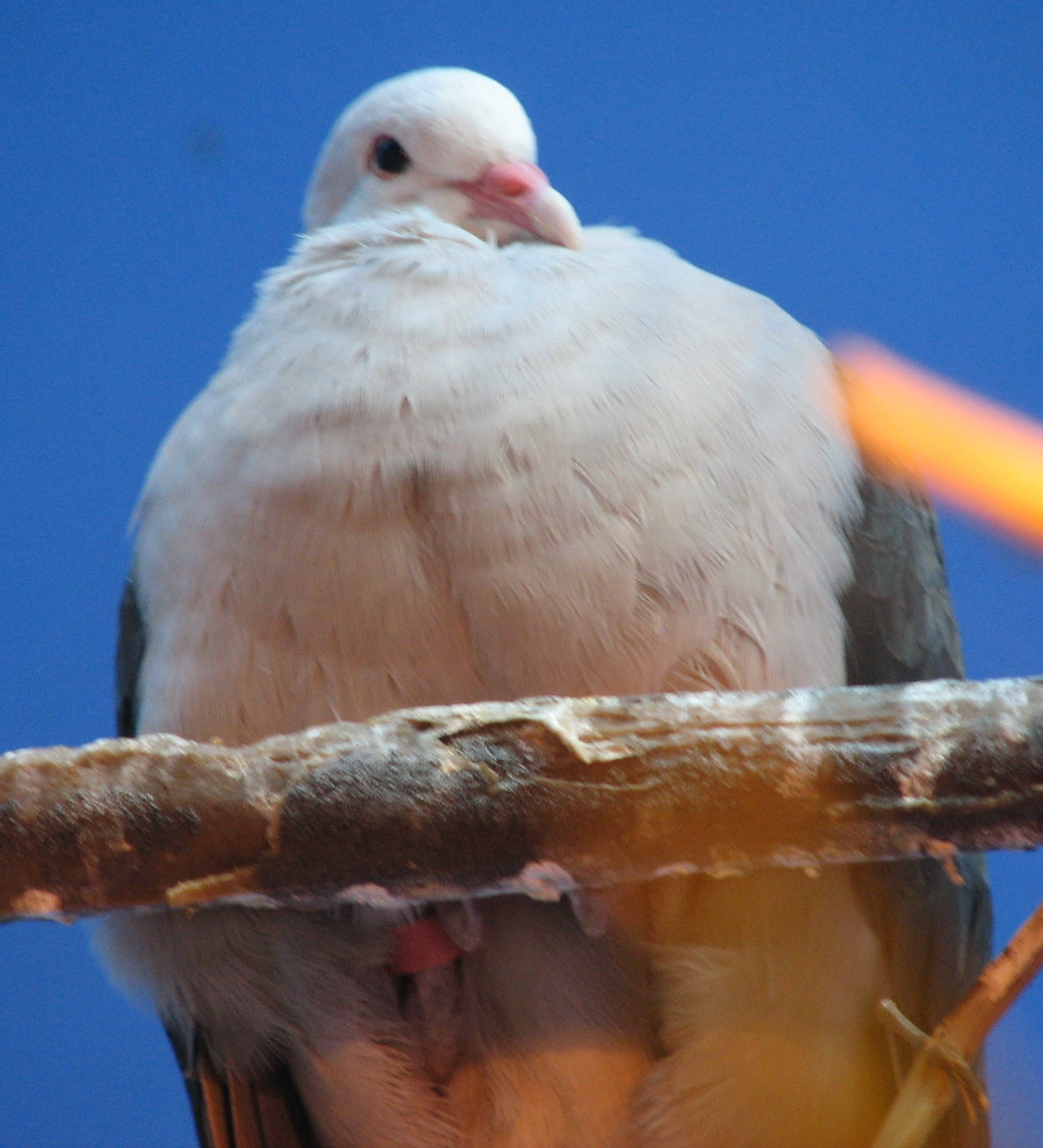
Rózsás galamb (Streptopelia mayeri), ezt a fajt a fogságban tenyésztés utáni visszatelepítés mentette meg a kipusztulástól

A mezőgazdasági termelés kiszélesedése általában kedvezett a galamboknak. A galambokban megvan a képesség arra, hogy hamarjában odarepüljenek az adott helyre, teleszedjék begyüket magvakkal és gyorsan visszarepüljenek az erdő védelmébe, ahol aztán nyugodtan emészthetnek. A szirti galamb háziasított változatának, a házi galambnak újra elvadult egyedei, az úgynevezett parlagi galambok a legsikeresebbek ebből a szempontból. A nagyvárosokban sokszor milliós állományaik élnek. Az ember széthordta világszerte mindenhová a házi galambot, és az mindenütt kivadult, így ma alig van olyan pontja Földünknek, ahol nem élnek elvadultan. Az ember oltalma alatt maradó házi galambok is rendkívül nagy számban élnek Földünkön. Sok fajtában ma már alig lehet felismerni a vad őst, és egyetlen háziasított állatfajnak sem annyira változatos a külalakja, mint a házi galambnak.
Egyes galambfajok terjeszkedése ma is tart. A balkáni gerle óriási és gyors terjeszkedése a szemünk előtt zajlott le a 20. század közepén. Eredetileg csak az európai kontinens délkeleti részén költött. A század első éveiben aztán lassan terjeszkedni kezdett a Balkánon észak felé, 1930-tól pedig gyorsan nyomult északnyugati irányba. Angliát 1955-ben érte el és 15 éven belül elfoglalta az összes brit szigetet. Jelenleg elérte már Feröert is. 1974-ben elérte Portugáliát és napjainkban Észak-Afrika felé terjeszti fészkelő areáját.
A balkáni gerle gyors térnyerése miatt a korábban elterjedt vadgerle kiszorult a településekről és inkább a szántóföldek, külterületek madara maradt. Korábban a vadgalamb szót a magyar nyelvben többnyire a vadgerlére használták, mára inkább az elterjedtebb balkáni gerlét illetik vele.
A balkáni gerle a városokban nagyon elterjedt madárfaj lett, de a nagyobb testű elvadult házi galambokkal nem mindenütt bírja a versenyt. A házi galambok azonban épületeken fészkelnek, a balkáni gerle pedig inkább fákon költ, így fészkelési konkurencia nincs a két faj között.
Némely faj nagyon kis elterjedési területtel rendelkezik, sokuk mindössze egyetlen szigeten él. Ezen fajok nagy részét az élőhelyvesztés komolyan veszélyezteti. Emellett a természeti katasztrófák, mint a hurrikánok, szélviharok és vulkánkitörések is fenyegetnek néhány fajt.
A Természetvédelmi Világszövetség 61 fajukat tartja számon, a veszélyeztetett állatok Vörös Listáján. Ebből 13 faj kritikusan veszélyeztetett, 14 veszélyeztetett és 34 sérülékeny. A mexikói socorrói gerle (Zenaida graysoni) vadon mára ki is halt, mindössze néhány állatkertben élnek egyedei.
Mára 11 galambfaj szerepel a kipusztult állatfajok között, ebből 8 faj 1600 óta halt ki. Köztük van az egykor legnagyobb példányszámban vadon élő galambfaj, az észak-amerikai vándorgalamb (Ectopistes migratoria) is. Mint más galambok, a vándorgalamb is ízletes húsú volt, ráadásul igen könnyű volt elejteni. Még akkor is folyt kereskedelmi célú vadászata, amikor száma már jelentősen lecsökkent. Az élőhelyátalakítás és a vadászat végül 1900 táján a vándorgalamb kiirtásához vezetett. Utolsó ismert példánya 1914-ben pusztult el a cincinnati állatkertben.
A többi mára kihalt faj mind kis egyedszámú, szigeti faj volt. Mára a természetvédelemnek hála ilyen nagy számban élő faj kihalása szerencsére nem valószínű, de sok szigetlakó faj könnyen kihalhat a 21. század során, ha nem ügyelünk rájuk eléggé.

## A Kárpát-medencében előforduló fajok

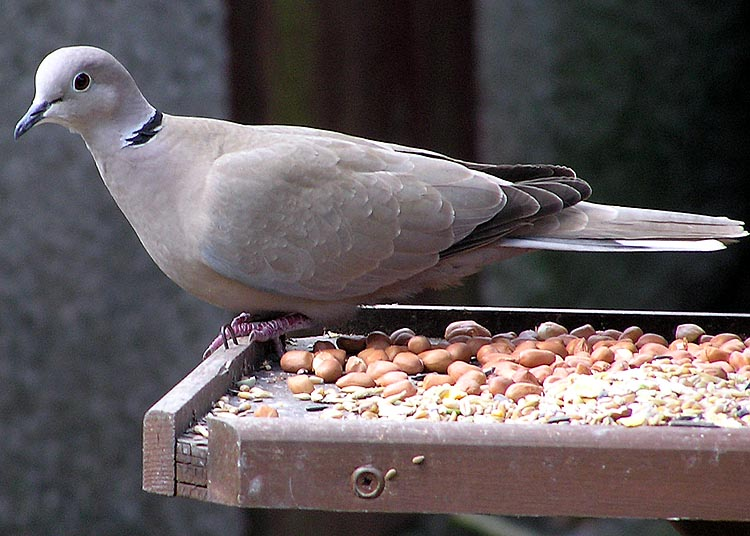
Balkáni gerle (Streptopelia decaocto)

A galambfélék családjából viszonylag kevés faj él az európai kontinensen, de azok közül szinte mindegyik költ a Kárpát-medencében, így Magyarországon is. Ezek a fajok a következők:
- szirti galamb (Columba livia) (ez a faj Magyarországon nem költ, de kóborlóként előfordulhat, viszont nehéz megkülönböztetni az elvadult házi galamboktól)
  - házi galamb (Columba livia domestica) – alfaj
- kék galamb (Columba oenas)
- örvös galamb (Columba palumbus)
- balkáni gerle (Streptopelia decaocto)
- vadgerle (Streptopelia turtur)

Ezeken kívül ritka kóborlóként előfordulhat a keleti gerle (Streptopelia orientalis) is, illetve kiszökött egyedek szabadon költhetnek a kacagó gerlék (Streptopelia risoria) közül is.
Az európai kontinensen költő fajok közül egyetlen olyan van, amely még nem került elő a Kárpát-medencéből, ez a pálmagerle (Streptopelia senegalensis), de ennek előfordulása később sem várható, mert az Európa déli részén költő madarak már így is elterjedési területük legészakibb részén élnek.

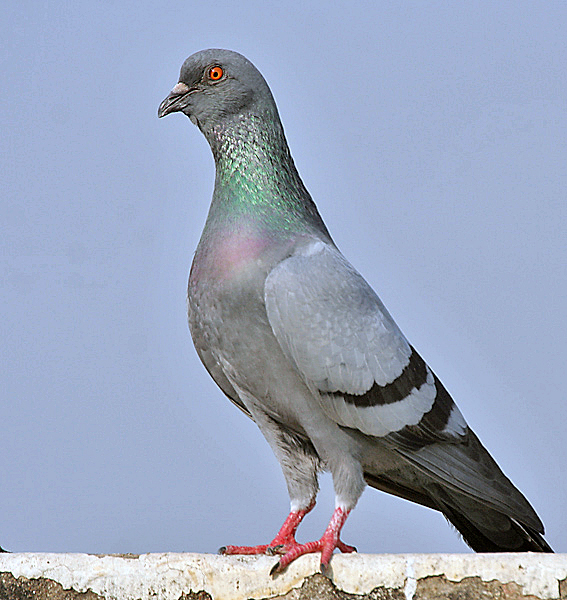
Szirti galamb (Columba livia)
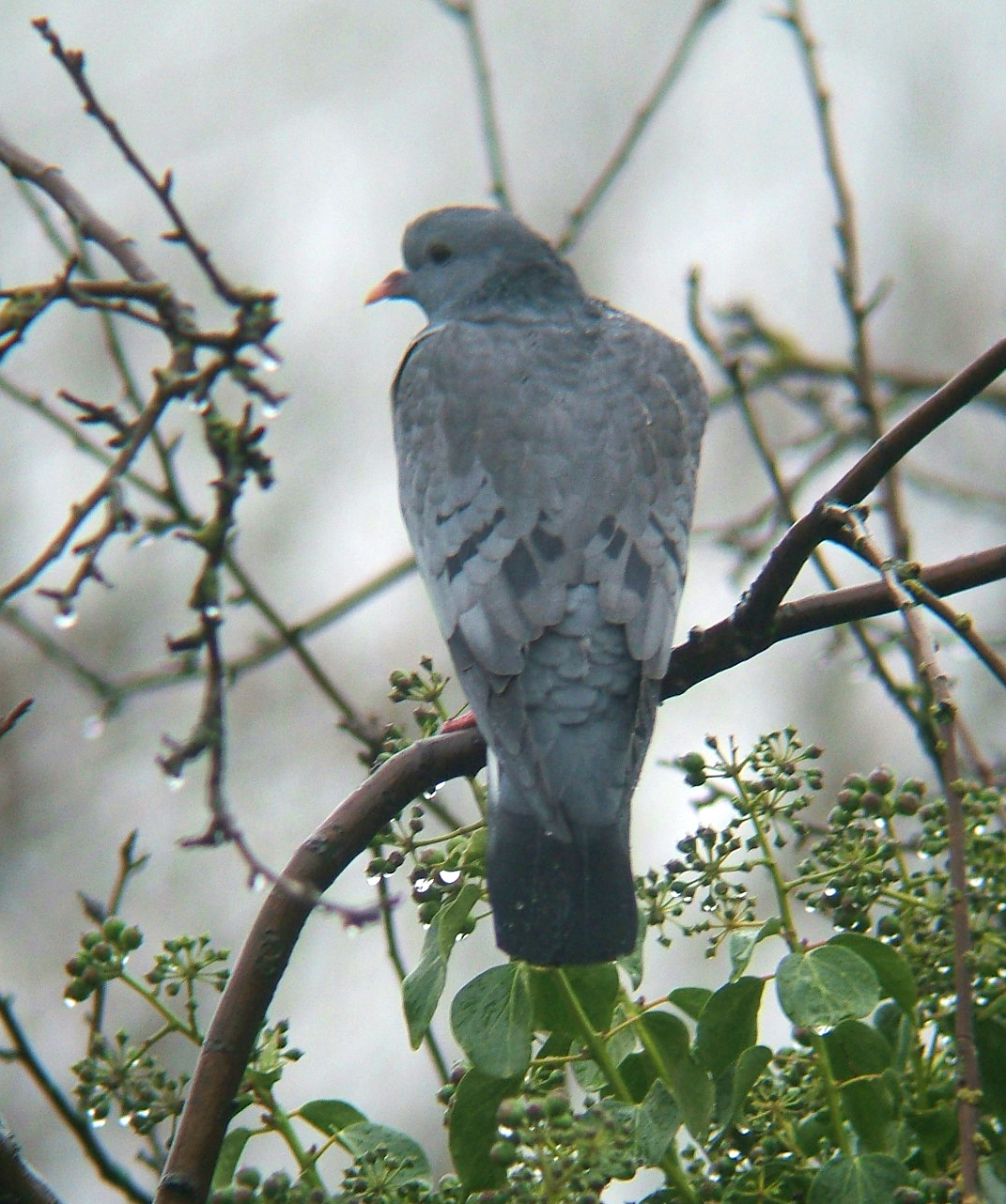
Kék galamb (Columba oenas)
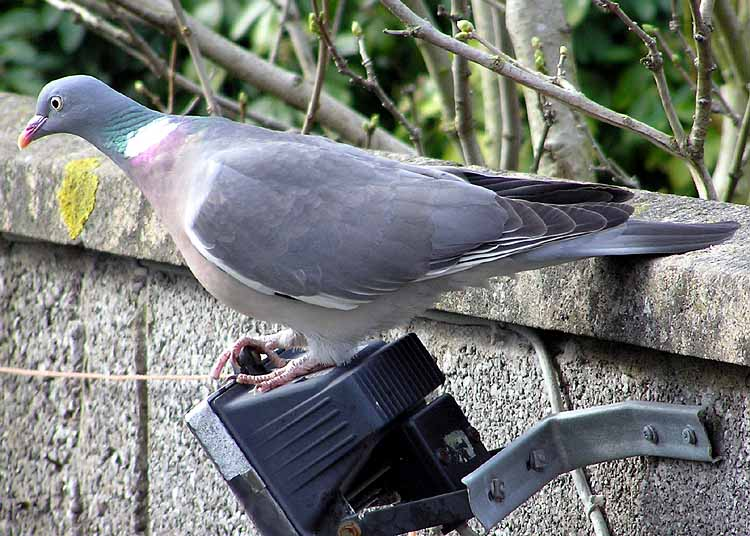
Örvös galamb (Columba palumbus)
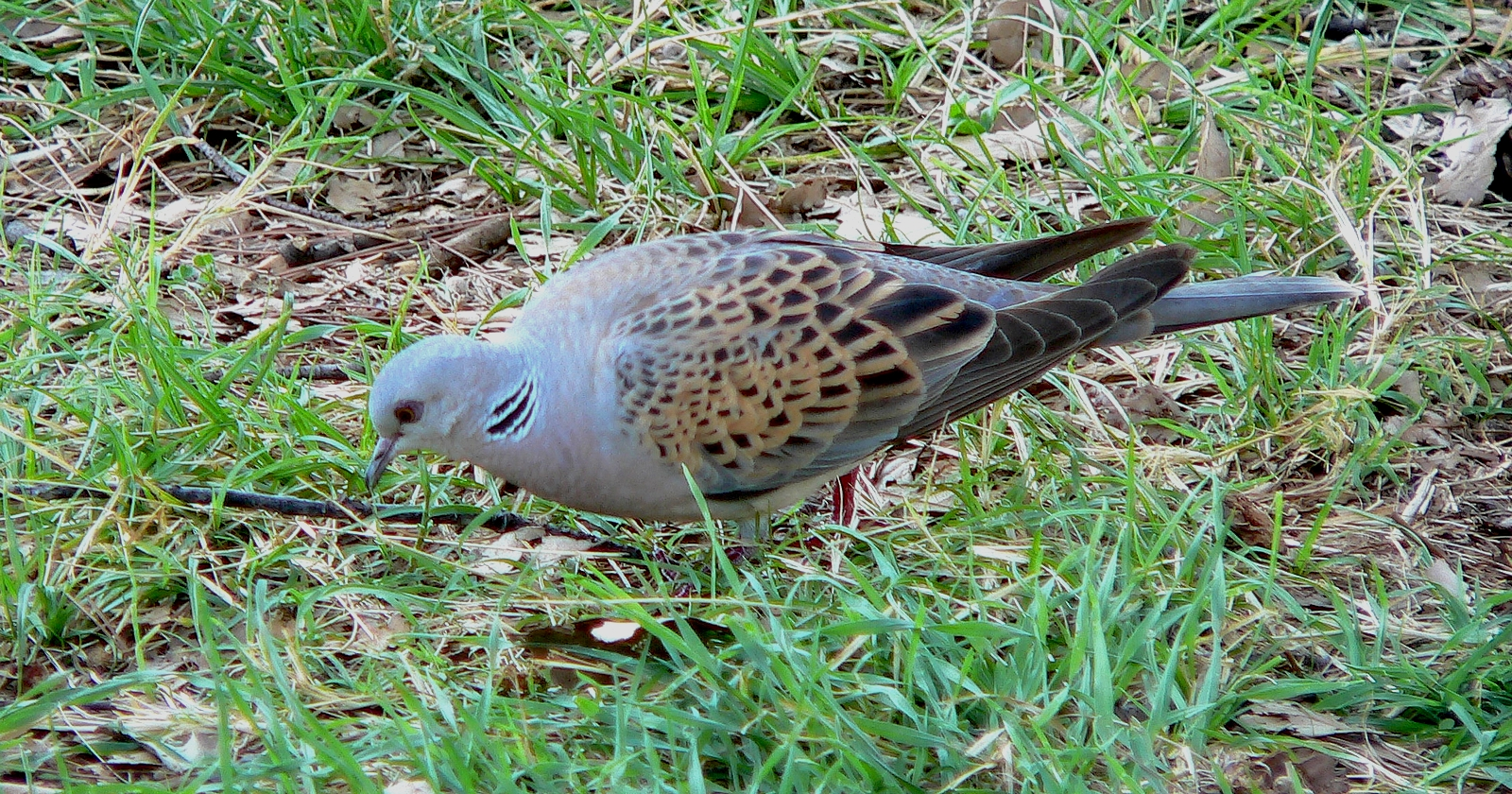
Vadgerle (Streptopelia turtur)

## A galamb kultúrában és politikában betöltött szerepe

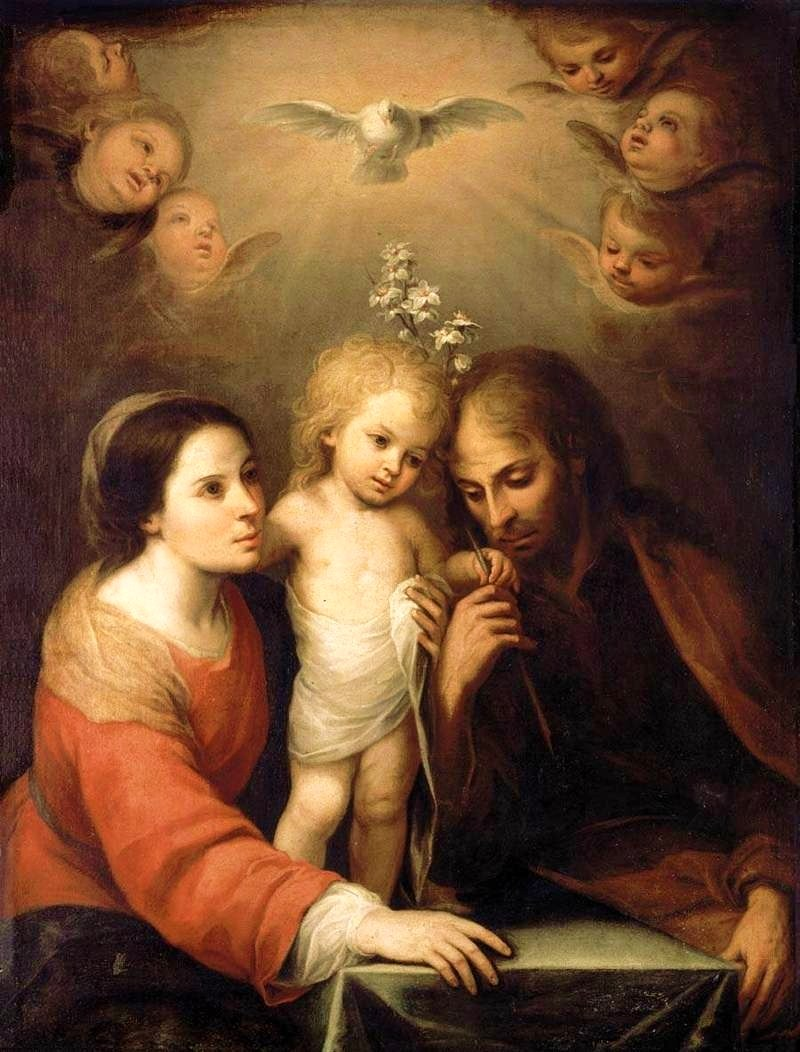
A galamb képében ábrázolt Szentlélek és a Szent család

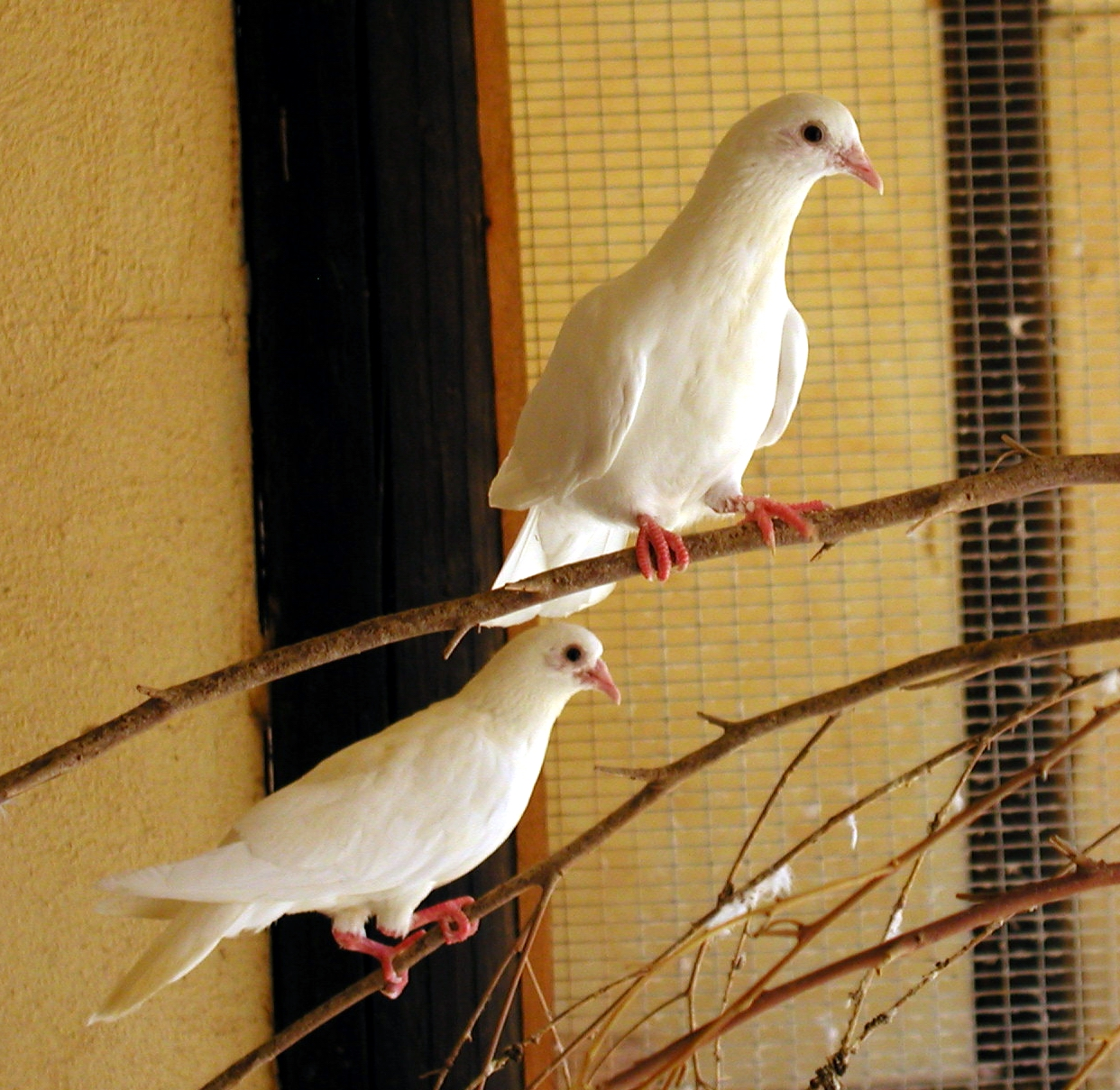
A házi galamb, különösen a fehér színű, a békét szimbolizálja A "békegalamb" - elsősorban Picasso grafikái nyomán - a háborúellenes mozgalom jelképévé vált.

A nagyszámú galambfaj közül az emberi kultúrában elsősorban a házi galamb játszik fontos szerepet. A többi fajt legfeljebb ízletes húsa miatt tartják csak számon.
A házi galamb mint szimbólum elsősorban a békét jelképezi. A legtöbb vallásban a galamb a békés lény (ami nem feltétlenül tükrözi a valóságot), szemben a sólyommal és sassal, amelyek az erő, a hatalom és erőszak megtestesítői.
Az ókori Mezopotámiában a galamb Istar anyaistennő szent madara volt, és a szerelmet és termékenységet szimbolizálta. Szíriában ebben az időben szintén szent állatnak számított, egyáltalán nem fogyasztották, és súlyosan büntették azt, aki megzavarta a madarakat. Az ókori Görögországban a galamb Aphroditének, a szépség és a szerelem istennőjének volt a szent madara. Japánban a galamb megjelenése mind a mai napig szerencsés előjelnek számít.
A galamb sokszor előfordul a Bibliában, úgy az Ószövetségben, mint az Újszövetségben. Legismertebb előfordulása az olajágat a csőrében hozó madár, amelyik jelezte Noé számára az özönvíz végét. A zsidó kultúrában emellett a szerelem jelképe is volt.
A kereszténységben a Szentháromság harmadik személyét, a Szentlelket többnyire fehér galamb formájában ábrázolják. A Szentlélek hivatalos szimbólumává 325-ben, a niceai zsinaton választották meg. A középkor óta tartják úgy, hogy a meghalt emberek lelke galamb képében hagyja el a testet és száll fel a mennyországba. Az iszlám világban a galamb az őszinteség megtestesítője.
A galambok fogalma alatt a 20-21. századi nemzetközi politikában és sajtóban (és később a magyarországi politikai közéletben is) a békülékenyebb, kompromisszumokra hajló politikai erőket nevezik a radikális gondolkodást követő "héják" ellentéteként.

## Fogyasztása
Mindezek ellenére a galamb sokáig elsősorban élelem volt. Az ókorban olyan értékes volt a húsa, hogy a zsidóknál például a bárány mellett a galamb volt a másik szent áldozati állat.
A középkorban is sokfelé fogyasztották. A többi háziállattól eltérően a galambokat nem vágták le a tél beköszönte előtt. Ekkoriban nem tároltak sok takarmányt télire az állatoknak, ezért ősszel a tenyészállatok kivételével mindegyiket leölték. A galambok azonban kevés táplálékkal is beérik, eléltek a háztartási maradékon is, tehát őket életben hagyták, hogy egész télen át friss hússal láthassák el gazdáikat. Európa nagy részén, főként a fejlettebb északi és nyugati területein a galambokat ma már ritkán tenyésztik a húsukért, inkább csak ínyencfalatnak számítanak. Európa mediterrán vidékein és Ázsiában azonban ma is gyakran fogyasztják őket.
A vadon élő galambokat Európa-szerte kedvelt vadászzsákmánynak tekintették, a gyakoribb fajokat mindenütt vadászták – egyes fajokat ma is szárnyasvadként hasznosítanak.